# Comuna Cotnari, Iași
Cotnari (în maghiară Kotnár) este o comună în județul Iași, Moldova, România, formată din satele Bahluiu, Cârjoaia, Cireșeni, Cotnari (reședința), Făgăt, Hodora, Horodiștea, Iosupeni, Lupăria, Valea Racului și Zbereni.

## Toponimie
Numele localității este format de la numele german de persoană Kottner.

## Așezare
Comuna se află în partea de nord-vest a județului, pe malurile Bahluiului, în aval de zona unde acesta primește apele afluentului Buhalnița. Este traversată de șoseaua națională DN28B, care leagă Târgu Frumos de Botoșani. Din acest drum, la Cotnari se ramifică șoseaua județeană DJ281C, care duce spre sud la Balș, Todirești, Hărmănești și Pașcani (unde se termină în DN28A). De asemenea, prin partea sa estică, pe malul stâng al Bahluiului, este străbătută de șoseaua județeană DJ281, care duce spre sud-est la Belcești, Erbiceni și Podu Iloaiei (unde se termină în DN28) și spre nord-vest la Ceplenița, Scobinți (unde se intersectează cu DN28B) și Sirețel. Prin comună trece și calea ferată Podu Iloaiei-Hârlău, pe care este deservită de halta de mișcare Cotnari și de halta Hodora. În comuna Cotnari se află pădurea Cătălina-Cotnari, arie protejată de tip forestier, unde sunt ocrotite specii de fag și gorun.

## Demografie
Componența etnică a comunei Cotnari
     Români (88,55%)
     Romi (1,03%)
     Alte etnii (0,05%)
     Necunoscută (10,37%)
Componența confesională a comunei Cotnari
     Ortodocși (84,32%)
     Romano-catolici (3,51%)
     Creștini de rit vechi (1,15%)
     Alte religii (0,39%)
     Necunoscută (10,63%)
Conform recensământului efectuat în 2021, populația comunei Cotnari se ridică la 5.843 de locuitori, în scădere față de recensământul anterior din 2011, când fuseseră înregistrați 7.248 de locuitori. Majoritatea locuitorilor sunt români (88,55%), cu o minoritate de romi (1,03%), iar pentru 10,37% nu se cunoaște apartenența etnică. Din punct de vedere confesional, majoritatea locuitorilor sunt ortodocși (84,32%), cu minorități de romano-catolici (3,51%) și creștini de rit vechi (1,15%), iar pentru 10,63% nu se cunoaște apartenența confesională.

## Politică și administrație
Comuna Cotnari este administrată de un primar și un consiliu local compus din 15 consilieri. Primarul, Vasile Crețu[*], de la Partidul Social Democrat, este în funcție din 2016. Începând cu alegerile locale din 2024, consiliul local are următoarea componență pe partide politice:
|  | Partid                          | Consilieri | Componența Consiliului | Componența Consiliului | Componența Consiliului | Componența Consiliului | Componența Consiliului | Componența Consiliului | Componența Consiliului |
|  | ------------------------------- | ---------- | ---------------------- | ---------------------- | ---------------------- | ---------------------- | ---------------------- | ---------------------- | ---------------------- |
|  | Partidul Social Democrat        | 7          |                        |                        |                        |                        |                        |                        |                        |
|  | Partidul Național Liberal       | 5          |                        |                        |                        |                        |                        |                        |                        |
|  | Alianța pentru Unirea Românilor | 2          |                        |                        |                        |                        |                        |                        |                        |
|  | Uniunea Salvați România         | 1          |                        |                        |                        |                        |                        |                        |                        |

## Istorie
La sfârșitul secolului al XIX-lea, comuna făcea parte din plasa Bahlui a județului Iași și era formată din satele Valea, Dealu, Zlodica, Horodiștea, Lupăria, Zbereni, Hodura și Iosupeni, având în total 2698 de locuitori. În comună existau două mori de aburi, patru biserici, un paraclis și două școli cu 86 de elevi (dintre care 21 de fete).
Anuarul Socec din 1925 o consemnează în plasa Cârligătura a aceluiași județ, având 3337 de locuitori în satele Cotnari, Hodora, Horodiștea, Iosupeni, Lupăria, Valea Racului, Zbereni și Zlodica.
În 1950, comuna a trecut în administrarea raionului Hârlău din regiunea Iași. În 1968, a revenit, în alcătuirea actuală, la județul Iași, reînființat.

## Monumente istorice

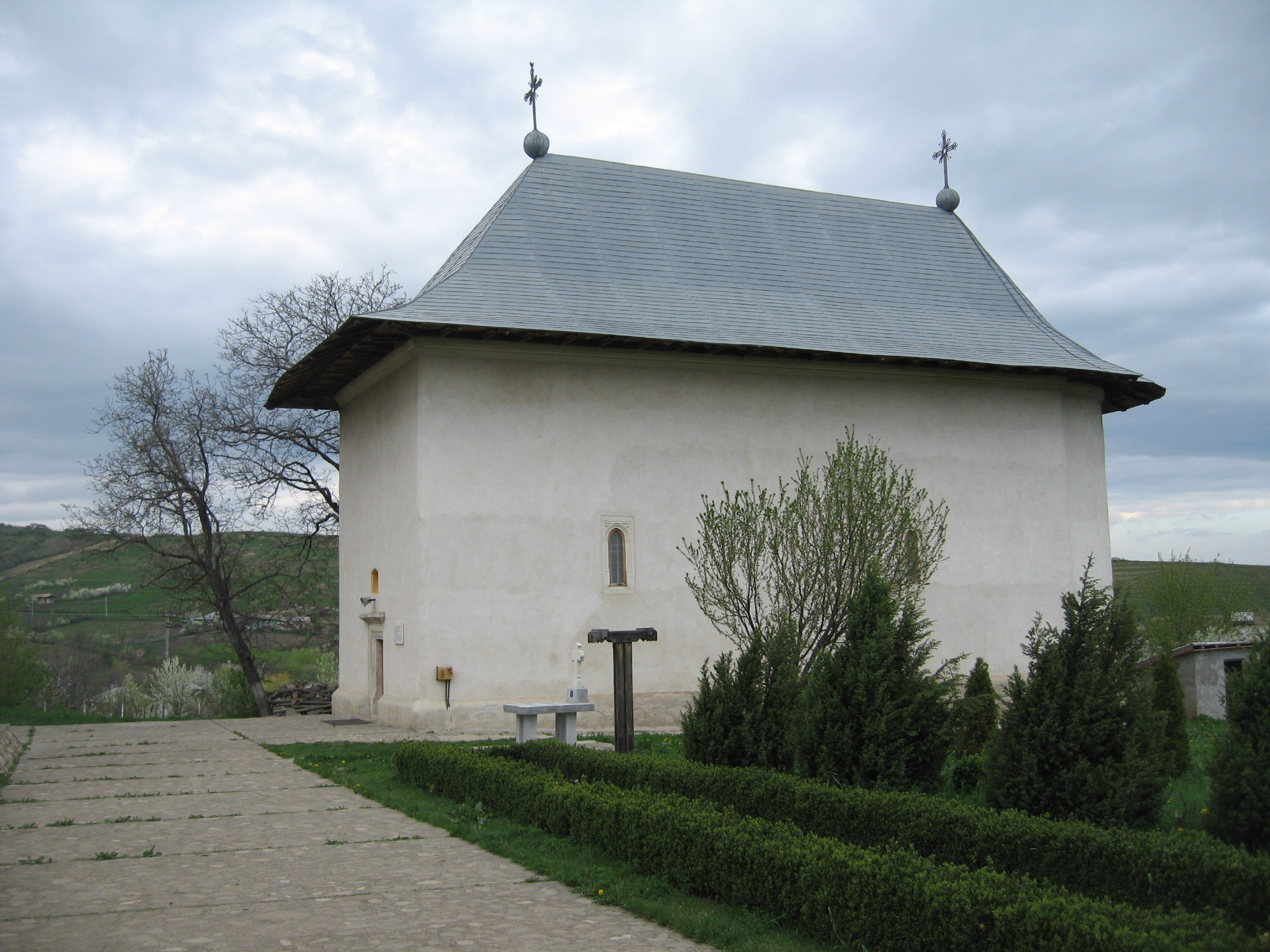
Biserica „Cuvioasa Paraschiva” din ansamblul Curtea Domnească, monument istoric de interes național

În comuna Cotnari se află cinci monumente istorice de interes național, dintre care două sunt monumente de arhitectură: ruinele bisericii catolice (secolul al XV-lea); ansamblul medieval „Curtea Domnească” (secolul al XV-lea), ansamblu alcătuit din ruinele palatului domnesc (sfârșitul secolului al XV-lea) și biserica „Cuvioasa Paraschiva” (1493), ambele în satul Cotnari. Celelalte două monumente de interes național sunt situri arheologice: o altă biserică catolică aflată în ruină, în vatra satului Cotnari și datând din secolul al XV-lea; situl din jurul curții domnești (secolele al XV-lea–al XVII-lea) și situl arheologic „Cetatea de la Cotnari”, care cuprinde vestigii de la începutul secolului al IV-lea î.e.n. (perioada Halstatt) și secolele al II-lea–al III-lea (epoca romană).
În rest, alte două obiective din comună sunt incluse în lista monumentelor istorice din județul Iași ca monumente de interes local. Unul este un sit arheologic aflat pe dealul Calafat, la 1 km est-nord-est de satul Hodora, unde s-au găsit așezări din eneolitic (cultura Cucuteni, faza B), secolele al II-lea–al III-lea e.n. (epoca romană), secolul al IV-lea e.n. (epoca daco-romană) și secolul al XVIII-lea (epoca medievală). Celălalt este un pod de piatră datând din secolul al XV-lea și aflat în zona satului Cârjoaia.

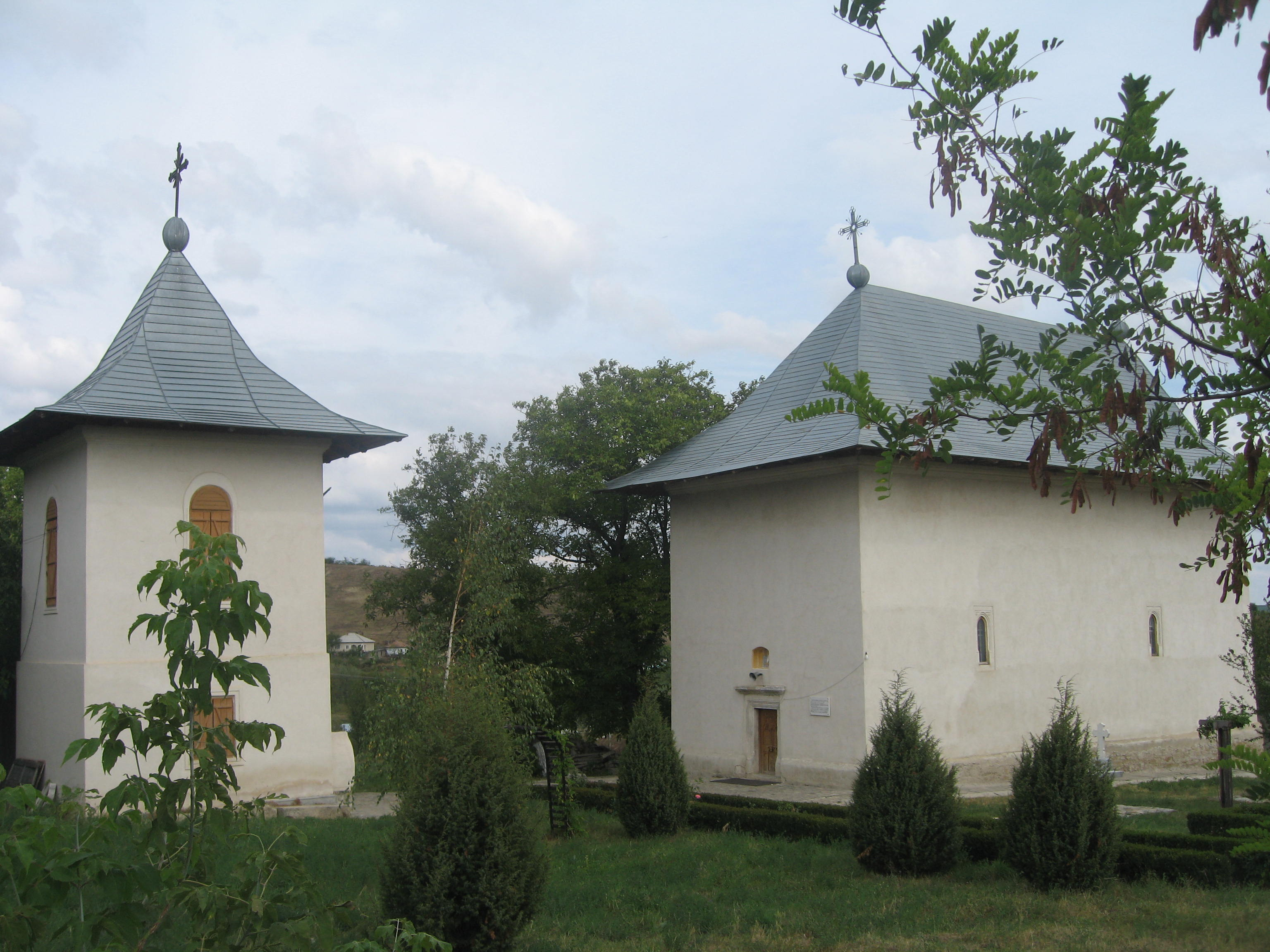
Biserica Cuvioasa Parascheva
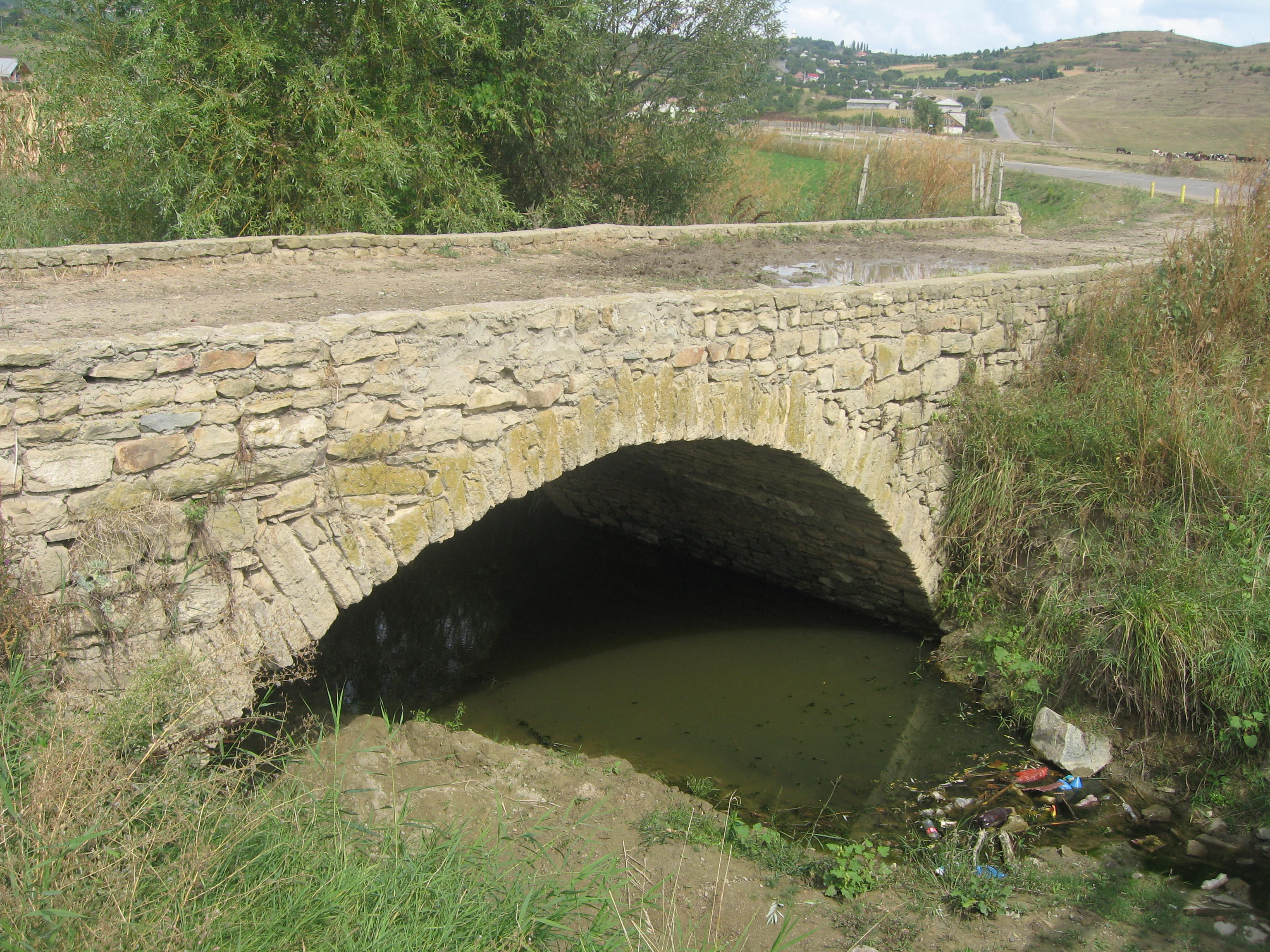
Podul medieval din Cârjoaia
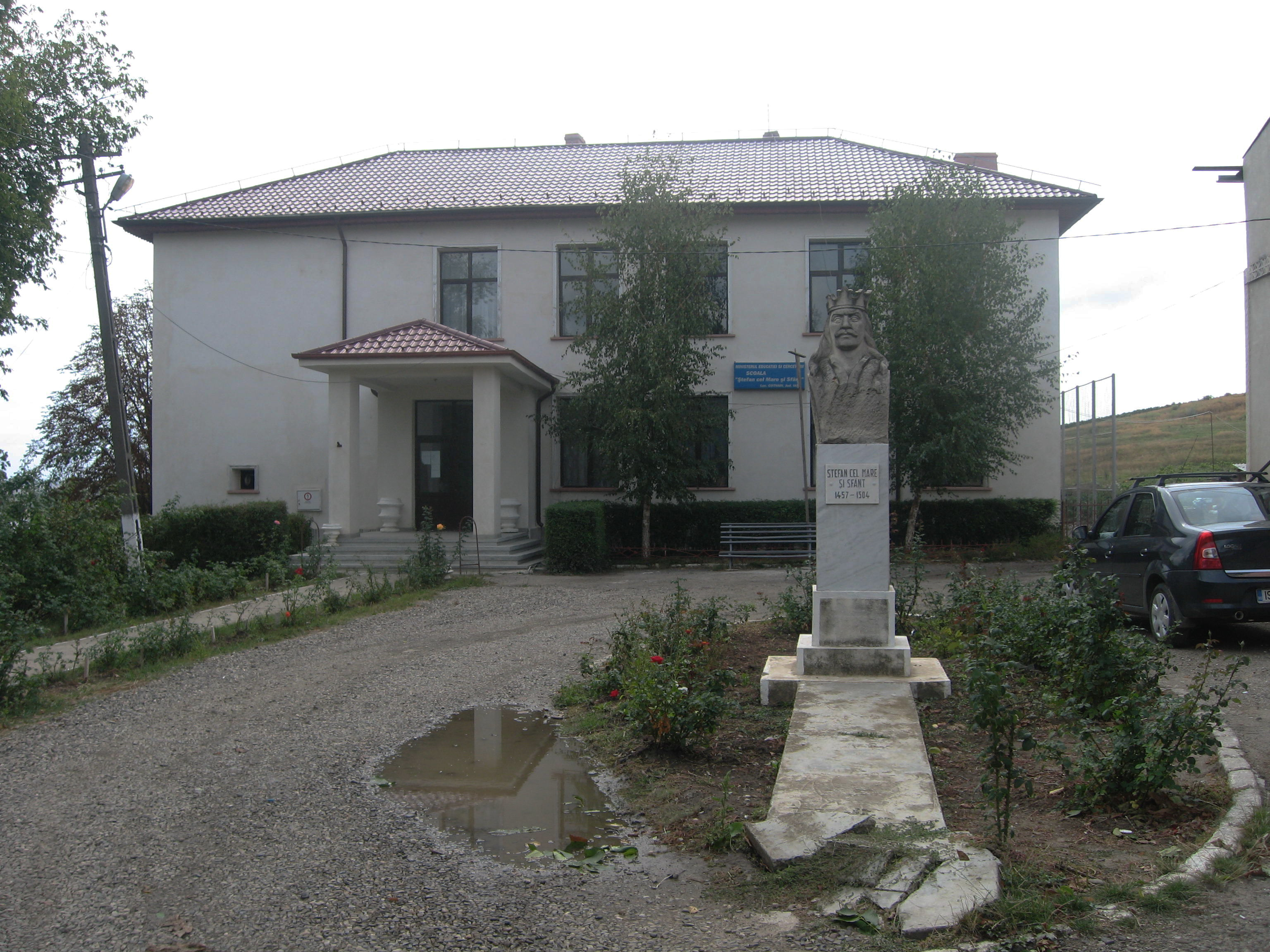
Școala Ștefan cel Mare și Sfânt
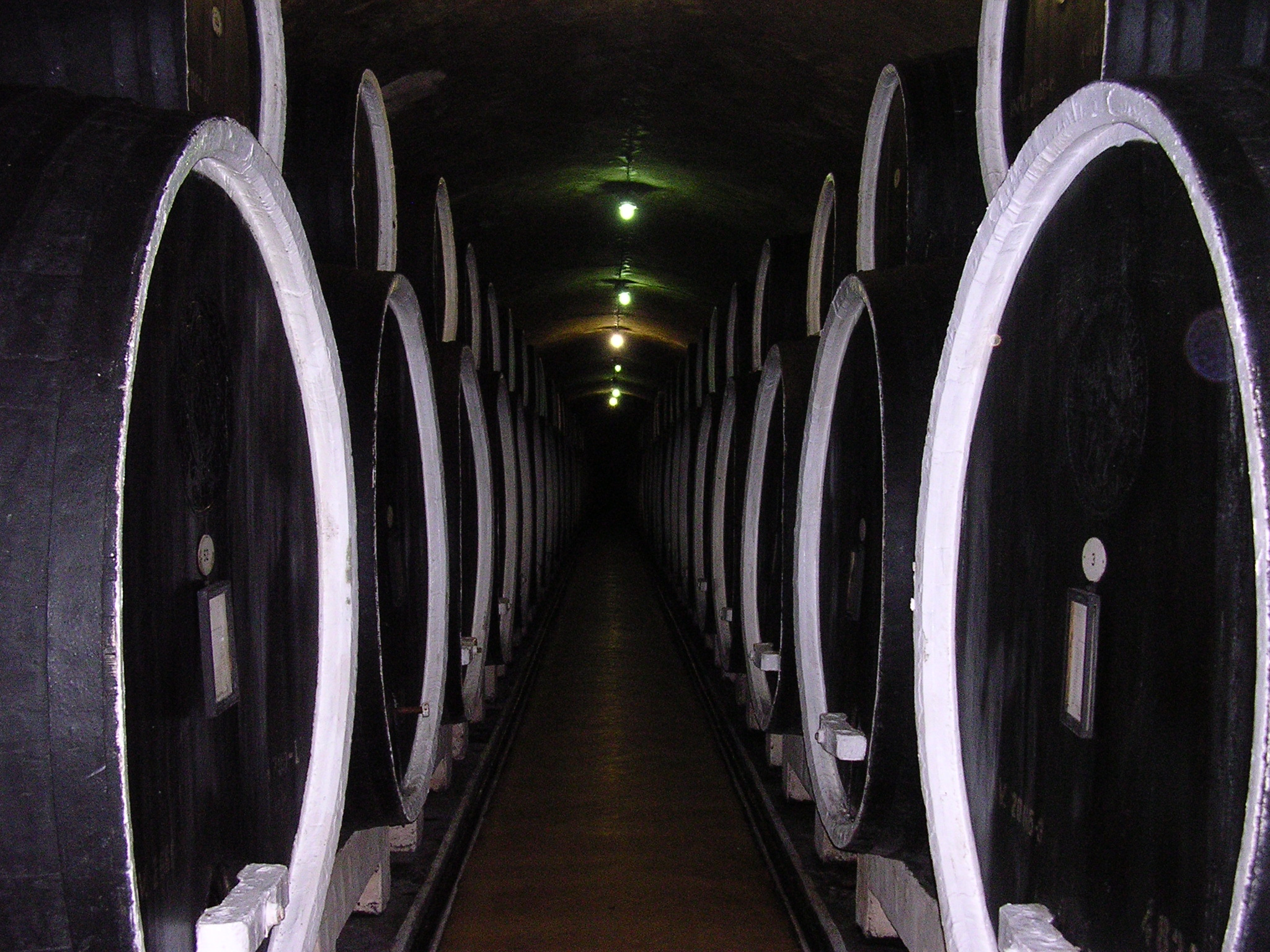
Pivniță în Cotnari

### Alt patrimoniu cultural
Castelul Vlădoianu a fost construit în anul 1901 de fostul guvernator al Băncii Naționale, Vlădoianu, căsătorit cu Ralița Balș, descendentă a boierului Balș. Are are o bibliotecă de interes național.
Castelul cu campanela a fost început de Asociația viticultorilor din podgorie din dorința de a realiza un mic domeniu regal urmărind sprijin pentru localitate și podgorie. Castelul a fost definitivat în perioada postbelică și servește ca sediu a S.C. Cotnari S.A.

## Personalități născute aici
- Cezar Petrescu (n.1892 m.1961) autorul operei Fram, ursul polar